# Saison 2023 de l'équipe cycliste Israel-Premier Tech
La saison 2023 de l'équipe cycliste Israel-Premier Tech est la neuvième de cette équipe.

## Effectif
| Effectif 2023                             | Effectif 2023     | Effectif 2023    | Effectif 2023                                   |
| Cycliste                                  | Date de naissance | Pays             | Équipe précédente                               |
| ----------------------------------------- | ----------------- | ---------------- | ----------------------------------------------- |
| Sebastian Berwick                         | 15 décembre 1999  | Australie        | St George Continental Cycling Team (2019)       |
| Guillaume Boivin                          | 25 mai 1989       | Canada           | Optum-Kelly Benefit Strategies (2015)           |
| Simon Clarke                              | 18 juillet 1986   | Australie        | Qhubeka NextHash (2021)                         |
| Itamar Einhorn                            | 20 septembre 1997 | Israël           | Côtes d'Armor-Marie Morin-Véranda Rideau (2019) |
| Marco Frigo                               | 2 mars 2000       | Italie           | Israel Cycling Academy (2022)                   |
| Christopher Froome                        | 20 mai 1985       | Royaume-Uni      | Ineos Grenadiers (2020)                         |
| Jakob Fuglsang                            | 22 mars 1985      | Danemark         | Astana-Premier Tech (2021)                      |
| Derek Gee                                 | 3 août 1997       | Canada           | Israel Cycling Academy (2022)                   |
| Omer Goldstein                            | 13 août 1996      | Israël           | Ampo-Goierriko TB (2017)                        |
| Ben Hermans                               | 8 juin 1986       | Belgique         | BMC Racing Team (2017)                          |
| Reto Hollenstein                          | 22 août 1985      | Suisse           | Katusha-Alpecin (2019)                          |
| Mason Hollyman                            | 25 juin 2000      | Royaume-Uni      | Israel Cycling Academy (2022)                   |
| Hugo Houle                                | 27 septembre 1990 | Canada           | Astana-Premier Tech (2021)                      |
| Daryl Impey                               | 6 décembre 1984   | Afrique du Sud   | Mitchelton-Scott (2020)                         |
| Taj Jones                                 | 26 juillet 2000   | Australie        | Israel Cycling Academy (2021)                   |
| Krists Neilands                           | 18 août 1994      | Lettonie         | Axeon-Hagens Berman (2016)                      |
| Giacomo Nizzolo                           | 30 janvier 1989   | Italie           | Qhubeka NextHash (2021)                         |
| Jens Reynders                             | 25 mai 1998       | Belgique         | Sport Vlaanderen-Baloise (2022)                 |
| Matthew Riccitello                        | 5 mars 2002       | États-Unis       | Hagens Berman Axeon (2022)                      |
| Guy Sagiv                                 | 5 décembre 1994   | Israël           | BMC Racing Team (2015)                          |
| Nick Schultz                              | 13 septembre 1994 | Australie        | BikeExchange-Jayco (2022)                       |
| Corbin Strong                             | 30 avril 2000     | Nouvelle-Zélande | SEG Racing Academy (2021)                       |
| Dylan Teuns                               | 1 mars 1992       | Belgique         | Bahrain Victorious (2022)                       |
| Tom Van Asbroeck                          | 19 avril 1990     | Belgique         | EF Education First-Drapac (2018)                |
| Sep Vanmarcke (1 janv.–7 juill., note)    | 28 juillet 1988   | Belgique         | EF Pro Cycling (2020)                           |
| Stephen Williams                          | 9 juin 1996       | Royaume-Uni      | Bahrain Victorious (2022)                       |
| Michael Woods                             | 12 octobre 1986   | Canada           | EF Pro Cycling (2020)                           |
| Mads Würtz Schmidt                        | 31 mars 1994      | Danemark         | Katusha-Alpecin (2019)                          |
| Rick Zabel                                | 7 décembre 1993   | Allemagne        | Katusha-Alpecin (2019)                          |
| Domenico Pozzovivo (6 mars–31 déc.)       | 30 novembre 1982  | Italie           | Intermarché-Wanty-Gobert Matériaux (2022)       |
| Brady Gilmore (1 août–31 déc., stagiaire) | 14 avril 2001     | Australie        | ARA-Skip Capital (2023)                         |
| Riley Sheehan (1 août–31 déc., stagiaire) | 16 juin 2000      | États-Unis       | Premier Tech U23 Cycling Project (2022)         |
|                                           |                   |                  |                                                 |
| Source : ProCyclingStats                  |                   |                  |                                                 |

note: Sep Vanmarcke, retraite sportive

## Victoires
| Victoires | Victoires                                                                 | Victoires | Victoires | Victoires         | Victoires |
| Date      | Course                                                                    | Pays      | Classe    | Vainqueur         |           |
| --------- | ------------------------------------------------------------------------- | --------- | --------- | ----------------- | --------- |
| 7 mai     | Tro Bro Leon                                                              | France    | 1.Pro     | Giacomo Nizzolo   |           |
| 17 juin   | 3e étape de La Route d'Occitanie                                          | France    | 2.1       | Michael Woods     |           |
| 18 juin   | Classement général, La Route d'Occitanie                                  | France    | 2.1       | Michael Woods     |           |
| 23 juin   | Championnat du Canada du contre-la-montre                                 | Canada    | CN        | Derek Gee         |           |
| 24 juin   | Course en ligne masculine aux championnats d'Israël de cyclisme sur route | Israël    | CN        | Itamar Einhorn    |           |
| 9 juill.  | 9e étape du Tour de France                                                | France    | 2.UWT     | Michael Woods     |           |
| 27 juill. | 1re étape, Czech Tour                                                     | Tchéquie  | 2.1       | Itamar Einhorn    |           |
| 19 août   | 3e étape de la Arctic Race of Norway                                      | Norvège   | 2.Pro     | Stephen Williams  |           |
| 20 août   | Classement général, Arctic Race of Norway                                 | Norvège   | 2.Pro     | Stephen Williams  |           |
| 6 oct.    | 2e étape du Tour de Hainan                                                | Chine     | 2.Pro     | Sebastian Berwick |           |
| 8 oct.    | Paris-Tours                                                               | France    | 1.Pro     | Riley Sheehan     |           |

## Classements UCI
| Classement UCI | Classement UCI     | Classement UCI   | Classement UCI |
| Coureur        | Coureur            | Pays             | Points         |
| -------------- | ------------------ | ---------------- | -------------- |
| 47e            | Michael Woods      | Canada           | 1478 pts       |
| 63e            | Corbin Strong      | Nouvelle-Zélande | 1184 pts       |
| 68e            | Derek Gee          | Canada           | 1156 pts       |
| 150e           | Simon Clarke       | Australie        | 628 pts        |
| 165e           | Dylan Teuns        | Belgique         | 581 pts        |
| 166e           | Giacomo Nizzolo    | Italie           | 575 pts        |
| 167e           | Sep Vanmarcke      | Belgique         | 574 pts        |
| 194e           | Tom Van Asbroeck   | Belgique         | 477 pts        |
| 209e           | Itamar Einhorn     | Israël           | 451 pts        |
| 220e           | Stephen Williams   | Royaume-Uni      | 430 pts        |
| 231e           | Krists Neilands    | Lettonie         | 408 pts        |
| 239e           | Sebastian Berwick  | Australie        | 389 pts        |
| 251e           | Riley Sheehan      | États-Unis       | 374 pts        |
| 316e           | Brady Gilmore      | Australie        | 289 pts        |
| 347e           | Hugo Houle         | Canada           | 263 pts        |
| 366e           | Ben Hermans        | Belgique         | 244 pts        |
| 379e           | Marco Frigo        | Italie           | 235 pts        |
| 396e           | Nick Schultz       | Australie        | 221 pts        |
| 399e           | Domenico Pozzovivo | Italie           | 219 pts        |
| 399e           | Matthew Riccitello | États-Unis       | 219 pts        |
| 458e           | Jakob Fuglsang     | Danemark         | 190 pts        |
| 659e           | Jens Reynders      | Belgique         | 115 pts        |
| 689e           | Guillaume Boivin   | Canada           | 108 pts        |
| 776e           | Omer Goldstein     | Israël           | 92 pts         |
| 850e           | Mason Hollyman     | Royaume-Uni      | 80 pts         |
| 1461e          | Mads Würtz Schmidt | Danemark         | 30 pts         |
| 1703e          | Taj Jones          | Australie        | 23 pts         |
| 1770e          | Rick Zabel         | Allemagne        | 20 pts         |
| 2112e          | Daryl Impey        | Afrique du Sud   | 12 pts         |
| 2128e          | Reto Hollenstein   | Suisse           | 11 pts         |
| 2342e          | Christopher Froome | Royaume-Uni      | 8 pts          |